# Сиротинський Леонід Іванович
Леонід Іванович Сиротинський (1879-1970) — радянський науковець, засновник Московської наукової школи техніки високих напруг.

## Біографія
Народився в 1879 році в Миколаєві. Закінчив гімназію, два курси Петербурзького університету (з якого в 1899 році був виключений за участь у студентських демонстраціях) і Льєзький електротехнічний інститут (Бельгія).
У 1903—1906 роках працював у Москві на електромеханічному заводі (майбутнє «Динамо»). У 1907—1928 роках викладач у Механіко-технічному училищі Товариства поширення технічних знань (з 1921 року — Практичний електротехнічний інститут).
У 1918—1958 роках на науково-викладацькій роботі в МЕІ імені В. М. Молотова і одночасно в 1921—1958 роках — у Всесоюзному електротехнічному інституті (був одним із його засновників). У 1931 році організував в МЕІ кафедру і лабораторію високих напруг. Під керівництвом Л. І. Сиротинського було підготовлено і захищено близько 15 кандидатських і докторських дисертацій.
Із 1958 року професор-консультант ВЕІ. Співавтор тритомного підручника «Техніка високих напруг» (1939—1945).
У 1903—1919 роках одружений на Ніні Євгенівні Вєдєнєєвій, від цього шлюбу був син Євген. У 1919 році подружжя розлучилося.
Помер у 1970 році. Похований на Ваганьковському кладовищі (2 ділянка).

## Нагороди та премії
- Сталінська премія ІІІ ступеня (1951) — за розробку й освоєння виробництва нових вентильних розрядників для захисту електричних систем
- Ленінська премія (1962) — за створення ЛЕП 500 кВ змінного струму
- заслужений діяч науки і техніки РРФСР
- два ордена Леніна
- орден Трудового Червоного Прапора
- орден «Знак Пошани»
- інші медалі